# Kahl am Main
Pour les articles homonymes, voir Kahl.
Kahl am Main est une commune allemande de Bavière, située dans l'arrondissement d'Aschaffenbourg et le district de Basse-Franconie.

## Géographie

Situation de Kahl dans l'arrondissement d'Aschaffenbourg

Kahl am Main est située à l'extrémité nord-ouest de l'arrondissement d'Aschaffenbourg, à la limite avec le land de Hesse (arrondissements d'Offenbach et de Main-Kinzig), sur la rive droite du Main. La ville se trouve à 6 km à l'ouest d'Alzenau, à 15 km au nord-ouest d'Aschaffenbourg, à 30 km à l'est de Francfort-sur-le-Main et à 185 kilomètres au nord-ouest de Munich.
Bourg de la vallée moyenne du Main, Kahl est la commune ayant la plus faible altitude de Bavière (103 m). Elle est entourée de nombreux étangs.
Les communes limitrophes (en commençant par le nord et dans le sens des aiguilles d'une montre) sont les villes de Hanau et d'Alzenau, Karlstein am Main, Seligenstadt, Hainburg et Großkrotzenburg.

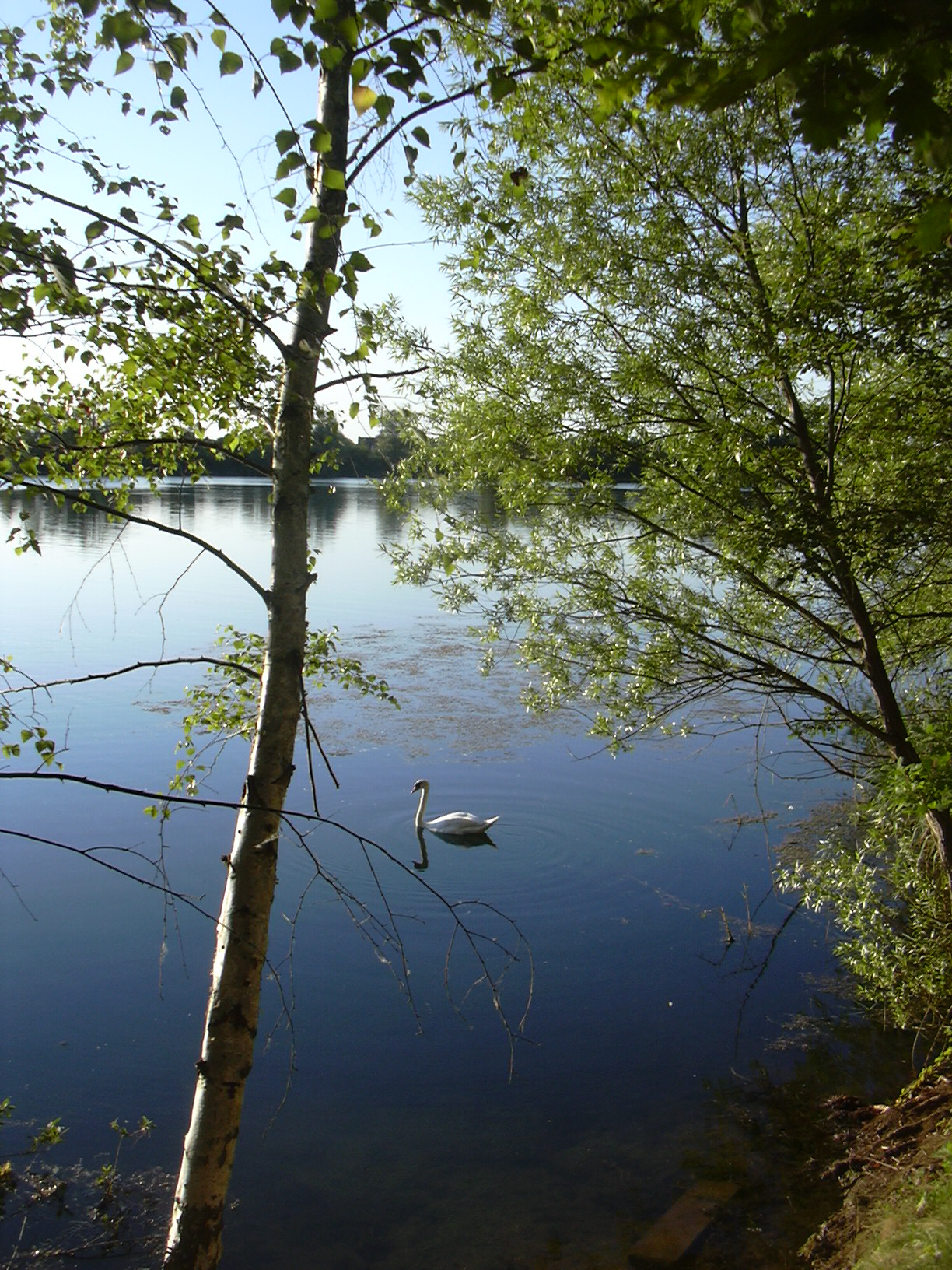
Un des nombreux étangs de Kahl

## Histoire

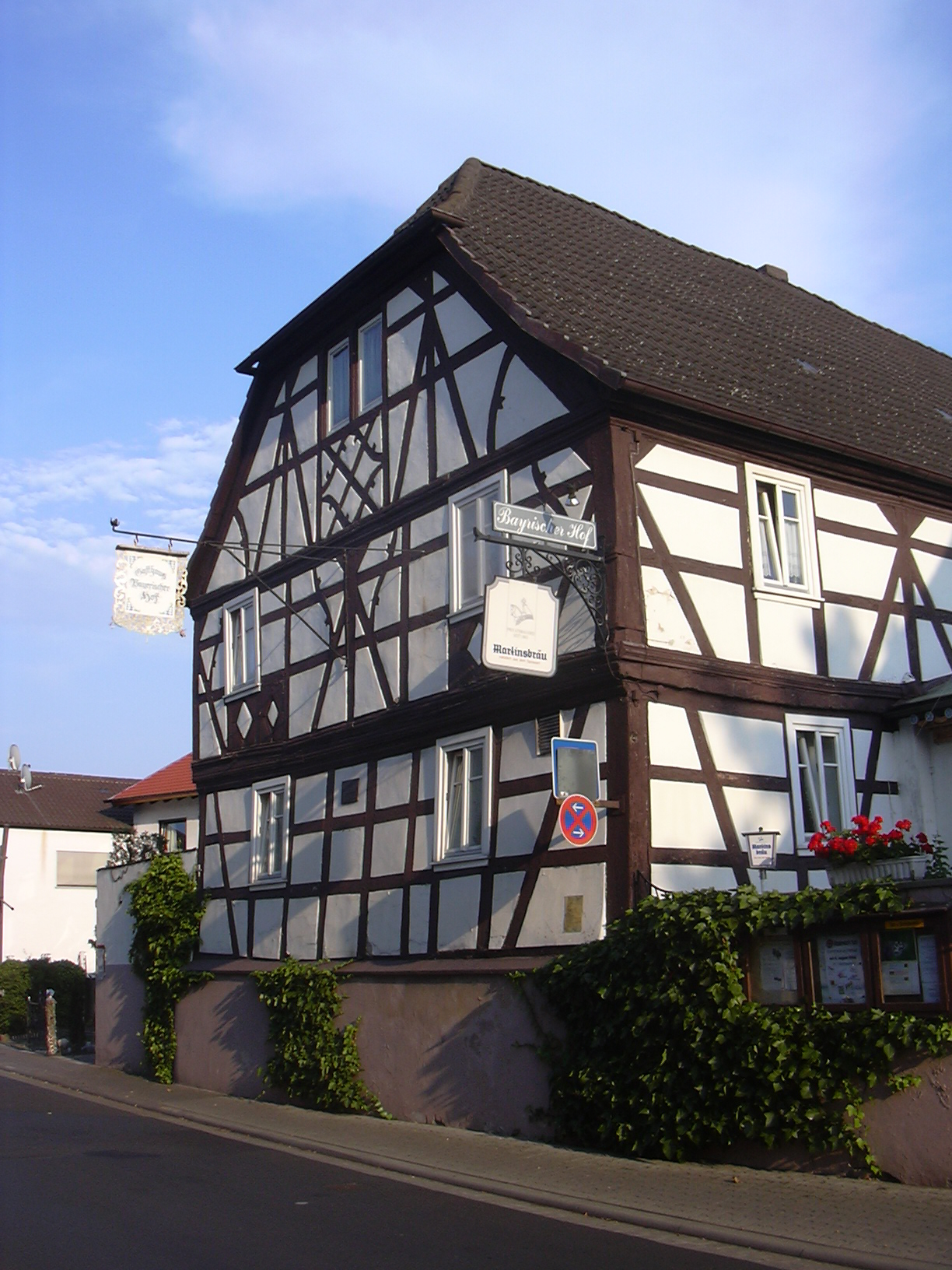
Maison à colombages datant du XVIIe siècle

La première mention écrite de Kahl am Main date de 1282 sous le nom de Calde. Le village, qui faisait partie de l'Électorat de Mayence a été intégré au royaume de Bavière en 1814, dans l'arrondissement d'Alzenau jusqu'à la disparition de ce dernier en 1972.

## Démographie
| 1840 | 1871 | 1900  | 1910  | 1925  | 1933  | 1939  | 1950  | 1961  |
| ---- | ---- | ----- | ----- | ----- | ----- | ----- | ----- | ----- |
| 550  | 691  | 1 199 | 1 910 | 2 687 | 3 128 | 3 296 | 4 707 | 6 524 |

| 1970  | 1987  | 2003  | 2009  | - | - | - | - | - |
| ----- | ----- | ----- | ----- | - | - | - | - | - |
| 7 585 | 7 030 | 7 167 | 7 285 | - | - | - | - | - |

## Économie
La ville abrite près de 350 entreprises, notamment trois entreprises dans le domaine de l'ingénierie mécanique et l'électronique y ont leur siège:  Heinrich Kopp (280 employés), Linde Material Handling GmbH (550 employés) et Singulus Technologies (350 employés).

## Monuments

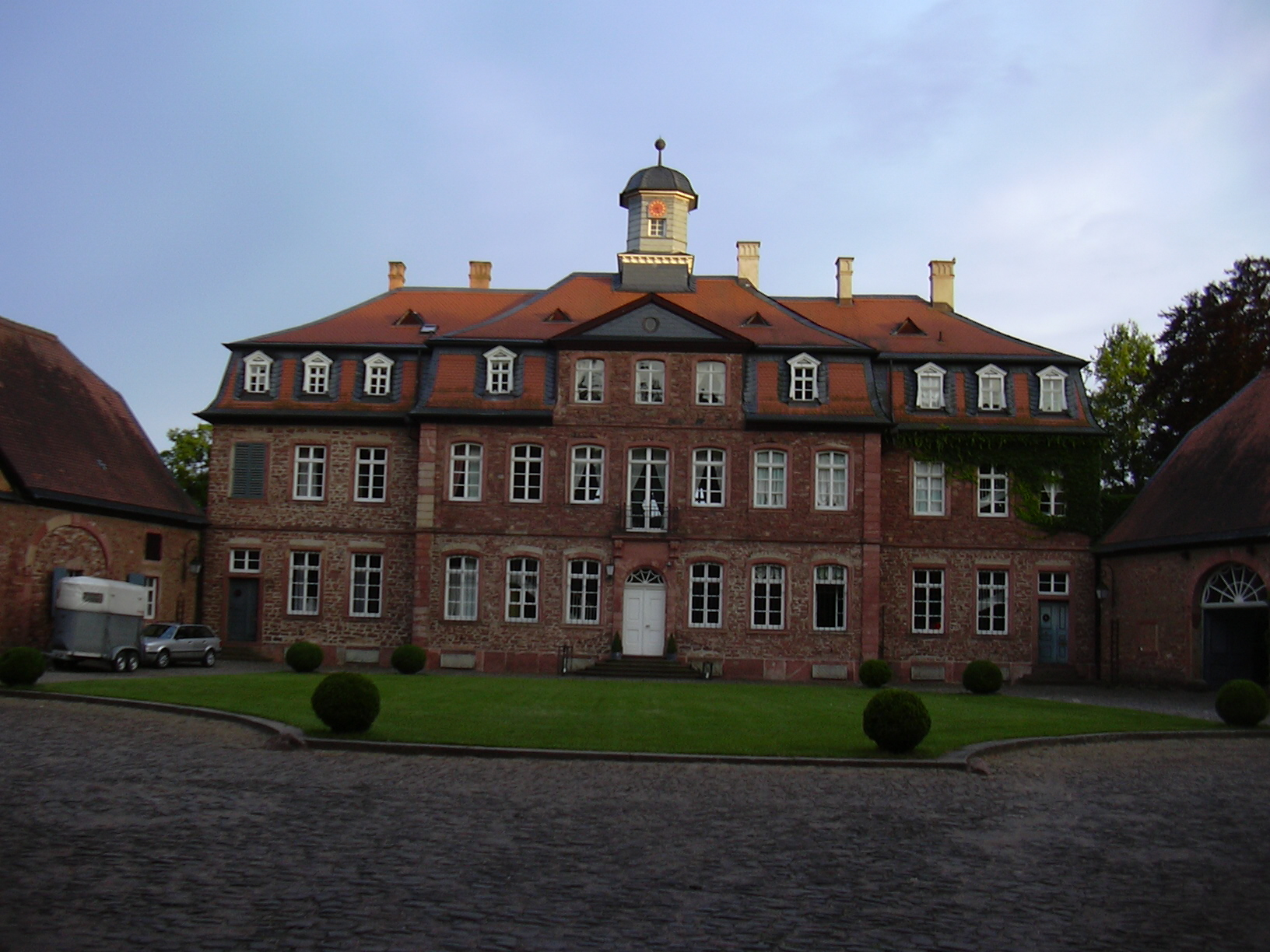
le château d'Emmerichshofen

- le château d'Emmerichshofen, construit dans le style baroque tardif en 1766 par le comte Bentzel-Sternau

## Jumelages
Kahl am Main est jumelée avec :
- Villefontaine (France) depuis 1981, dans le département de l'Isère en Rhône-Alpes
- Budakalász (Hongrie) depuis 1998, dans le comitat de Pest
- Leutasch (Autriche) depuis 1957, dans le land du Tyrol